# Philips-Radio
Philips-Radio is een korte documentaire uit 1931 van de Nederlandse filmregisseur en filmmaker Joris Ivens. Ivens kreeg de opdracht van Philips om de productieproces van hun radio's te registreren, maar besloot bewust om de clichés van een industriële reclamefilm te vermijden. Het was de eerste geluidsfilm van Ivens. Sinds 2013 wordt er een digitale versie van de film vertoond in het Rijksmuseum in Amsterdam.